# Kouroussa
Kouroussa är en prefekturhuvudort i Guinea.   Den ligger i prefekturen Kouroussa och regionen Kankan Region, i den centrala delen av landet, 400 km öster om huvudstaden Conakry. Kouroussa ligger 383 meter över havet och antalet invånare är 14 223.
Terrängen runt Kouroussa är platt. Runt Kouroussa är det glesbefolkat, med 12 invånare per kvadratkilometer. Det finns inga andra samhällen i närheten. Omgivningarna runt Kouroussa är huvudsakligen savann.